# St. Petersburg White Nights 2012
Die St. Petersburg White Nights 2012 im Badminton fanden vom 5. bis zum 8. Juli 2012 in Gatchina bei Sankt Petersburg statt.

## Austragungsort
- Sporthalle Arena, General Knysh Street 14A

## Sieger und Platzierte
| Disziplin    | Gold                                 | Silber                                     | Bronze                               |
| ------------ | ------------------------------------ | ------------------------------------------ | ------------------------------------ |
| Herreneinzel | Dmytro Zavadsky                      | Przemysław Wacha                           | Artem Pochtarev                      |
| Herreneinzel | Dmytro Zavadsky                      | Przemysław Wacha                           | Ville Lång                           |
| Dameneinzel  | Kamila Augustyn                      | Chloe Magee                                | Alesia Zaitsava                      |
| Dameneinzel  | Kamila Augustyn                      | Chloe Magee                                | Romina Gabdullina                    |
| Herrendoppel | Baptiste Carême Gaëtan Mittelheisser | Ronan Labar Mathias Quéré                  | Łukasz Moreń Wojciech Szkudlarczyk   |
| Herrendoppel | Baptiste Carême Gaëtan Mittelheisser | Ronan Labar Mathias Quéré                  | Gennadiy Natarov Artem Pochtarev     |
| Damendoppel  | Tatjana Bibik Anastasia Chervyakova  | Evgeniya Kosetskaya Viktoriia Vorobeva     | Viktoria Dergunova Romina Gabdullina |
| Damendoppel  | Tatjana Bibik Anastasia Chervyakova  | Evgeniya Kosetskaya Viktoriia Vorobeva     | Kamila Augustyn Agnieszka Wojtkowska |
| Mixed        | Baptiste Carême Audrey Fontaine      | Wojciech Szkudlarczyk Agnieszka Wojtkowska | Valeriy Atrashchenkov Anna Kobceva   |
| Mixed        | Baptiste Carême Audrey Fontaine      | Wojciech Szkudlarczyk Agnieszka Wojtkowska | Andrej Ashmarin Anastasia Panushkina |